# Cmentarz wojenny w Ciechankach
Cmentarz wojenny w Ciechankach – cmentarz z I wojny światowej znajdujący się we wsi Ciechanki Łańcuchowskie w województwie lubelskim, w powiecie łęczyńskim, w gminie Puchaczów.
Cmentarz ma kształt kwadratu o bokach około 20 m. Położony wśród zabudowań wsi, z czasem dewastowany i zamieniony w wysypisko śmieci. W 1999 otoczony drewnianym płotem, w kolejnych latach uprzątnięty. Mogiły zatarte, zachowane trzy kamienne stele.

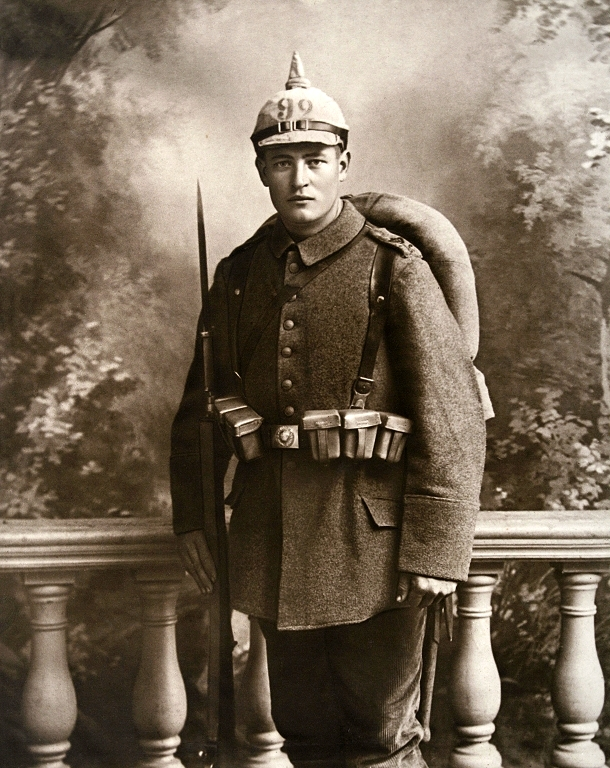
Żołnierz 92 Brunszwickiego Pułku Piechoty

Na cmentarzu jest pochowanych 143 żołnierzy niemieckich z 77 i 92 pułku piechoty, poległych w dniu 2 sierpnia 1915.